# 14.º Batallón Aéreo de Reemplazo
El 14.º Batallón Aéreo de Reemplazo (14. Flieger-Ersatz-Abteilung) fue una unidad de la Luftwaffe de la Alemania nazi.

## Historia
Fue formado el 1 de octubre de 1935 a partir del 4.º Batallón Aéreo de Reemplazo. El 1 de octubre de 1937 es redesignado como 47.º Batallón Aéreo de Reemplazo. Es reformado el 1 de octubre de 1937 en Detmold a partir del 24.º Batallón Aéreo de Reemplazo. El 1 de noviembre de 1938 es redesignado como 72º Batallón Aéreo de Reemplazo. Reformado el 1 de noviembre de 1938 en Klagenfurt. El 1 de abril de 1939 es reasignado al I Grupo/14.º Regimiento de Entrenamiento Aéreo.

## Comandantes
- Coronel Friedrich Leesemann (1 de noviembre de 1938 – 1 de abril de 1939).